# Barbie: Dreamtopia
Barbie: Dreamtopia ist eine CGI-Animationsserie, die als Koproduktion der Vereinigten Staaten mit England und Israel entstanden ist.

## Handlung
Barbie und ihre kleine Schwester Chelsea begeben sich auf eine magische Reise. In der Welt von Dreamtopia erwacht Chelseas Fantasie zum Leben. Gemeinsam mit ihrem Welpen Honey erleben die Schwestern wundersame Abenteuer. So können sie beispielsweise auf Wolken aus Zuckerwatte fliegen oder durch Regenbogenflüsse schwimmen.

## Konzeption
Barbie: Dreamtopia wurde für Kinder im Vorschulalter konzipiert. Die Freiwillige Selbstkontrolle (FSK) hat die Serie in Deutschland ohne Altersbeschränkung freigegeben. Das Kinderprogramm Toggo hingegen spricht in seinem Elternportal eine Empfehlung für Kinder ab 3 Jahren aus.
Die Geschichten aus der Welt von Dreamtopia legen den Fokus auf die Fantasie und vermitteln so, dass man mit der eigenen Vorstellungskraft spannende Abenteuer erleben kann. Die Zielgruppe wird dazu angeregt, nach kreativen Lösungen zu suchen und neue Spielideen zu entwickeln.

## Produktion und Veröffentlichung
Barbie: Dreamtopia ist eine Koproduktion der Unternehmen Chorion und Mattel Creations. Die Animation der CGI-Serie unterlag den Snowball-Studios mit Hauptsitz in Tel Aviv (Israel). Als Produzenten waren Jeremy Thornhill und Eran Barel an dem Projekt beteiligt. Die kreative Leitung wurde von Ann Austen übernommen. Unter der Regie von Eran Lazar und Saul Blinkoff wurden insgesamt 26 Episoden realisiert. Laut Mattel Creations waren ursprünglich 52 Episoden für die Serie angesetzt.
Die musikalische Gestaltung innerhalb der Serie unterlag Aaron Symonds. Das Titellied hingegen wurde von Caleb J. Middlebrooks komponiert.

## Synchronisation
Die deutsche Synchronfassung der Serie entstand bei der SDI Media Germany GmbH in Berlin, unter der Dialogregie von Klaus-Peter Grap.
| Rolle              | Originalsprecher    | Deutscher Sprecher |
| ------------------ | ------------------- | ------------------ |
| Barbie Roberts     | Erica Lindbeck      | Anja Nestler       |
| Chelsea Roberts    | Meira Blinkoff      | –                  |
| Honey              | Lucien Dodge        | –                  |
| Otto / Prinz Notto | Addison Chandler    | –                  |
| Blaue Prinzessin   | Hadley Belle Miller | Angelina Geisler   |
| Gelbe Prinzessin   | Cayla Rose          | Christina Wöllner  |
| Herberto           | Dino Andrade        | Claudio Maniscalco |
| Haushälter         | –                   | Philipp Lind       |

## Episodenliste
| Nr. | Originaltitel                           | Erstausstrahlung USA (YouTube) | Deutscher Titel                    | Deutsche Erstausstrahlung (Super RTL) | Regie                     | Drehbuch                                         |
| --- | --------------------------------------- | ------------------------------ | ---------------------------------- | ------------------------------------- | ------------------------- | ------------------------------------------------ |
| 1   | Building A Licorice Barn                | 26. Mai 2017                   | Die neue Scheune                   | 28. Mai 2018                          | Eran Lazar, Saul Blinkoff | Kate Boutilier                                   |
| 2   | The Supersonic Sparkling Lemonator      | 25. Mai 2017                   | Der Superstrudel-Sprudel-Limonator | 29. Mai 2018                          | Eran Lazar, Saul Blinkoff | David Rosenberg, Holly Huckins, Amy Wolfram      |
| 3   | The Gemonstrator                        | 28. Mai 2017                   | Die Juwelenmaschine                | 30. Mai 2018                          | Eran Lazar, Saul Blinkoff | Chara Campanella, Joan Considine Johnson         |
| 4   | Keep On Looking Til You Find It         | 27. Mai 2017                   | Wer suchet, der findet             | 4. Juni 2018                          | Eran Lazar, Saul Blinkoff | Donna Logan                                      |
| 5   | The Sweetest Journey                    | 5. November 2017               | Eine süße Reise                    | 5. Juni 2018                          | Eran Lazar, Saul Blinkoff | Joan Considine Johnson                           |
| 6   | A Mopple Mishap                         | 12. November 2017              | Das wuschelige Durcheinander       | 6. Juni 2018                          | Eran Lazar, Saul Blinkoff | Donna Logan, David Rosenberg                     |
| 7   | A Staticky Situation                    | 19. November 2017              | Die Notto-Disko-Maschine           | 7. Juni 2018                          | Eran Lazar, Saul Blinkoff | Donna Logan                                      |
| 8   | The Lost Treasure Of The Prism Princess | 26. November 2017              | Der verschollene Schatz            | 8. Juni 2018                          | Eran Lazar, Saul Blinkoff | Kate Boutilier                                   |
| 9   | Four Times The Chelsea                  | 3. Dezember 2017               | Die vierfache Chelsea              | 11. Juni 2018                         | Eran Lazar, Saul Blinkoff | David Rosenberg                                  |
| 10  | The Wispy Forest Hairathalon            | 10. Dezember 2017              | Der Haarathlon                     | 12. Juni 2018                         | Eran Lazar                | Joan Considine Johnson                           |
| 11  | A Winning Color Combination             | 17. Dezember 2017              | Das verschwundene Grün             | 13. Juni 2018                         | Eran Lazar                | David Rosenberg                                  |
| 12  | The Damaged Spellbook                   | 24. Dezember 2017              | Das zerrissene Zauberbuch          | 14. Juni 2018                         | Eran Lazar                | Kate Boutilier                                   |
| 13  | Concert In The Clouds                   | 31. Dezember 2017              | Das Konzert in den Wolken          | 15. Juni 2018                         | Eran Lazar                | Chara Campanella, Dana Middleton, Alicyn Packard |
| 14  | Forest Full Of Friendship               | 7. Januar 2018                 | Das Freundschaftsband              | 18. Juni 2018                         | Eran Lazar                | Joan Considine Johnson                           |
| 15  | Bearable Barry                          | 14. Januar 2018                | Erdbeerbär Berti                   | 19. Juni 2018                         | Eran Lazar                | David Rosenberg                                  |
| 16  | Glitter Ball Trouble                    | 21. Januar 2018                | Klitzekleine Glitzerbälle          | 20. Juni 2018                         | Eran Lazar, Saul Blinkoff | Kate Boutilier                                   |
| 17  | Unicorn In The Clouds                   | 28. Januar 2018                | Das fliegende Einhorn              | 21. Juni 2018                         | Eran Lazar, Saul Blinkoff | Ann Austen                                       |
| 18  | Sailing On A String                     | 4. Februar 2018                | Abenteuer über den Wolken          | 22. Juni 2018                         | Eran Lazar                | Joan Considine Johnson                           |
| 19  | Rainbow Cove Games                      | 11. Februar 2018               | Die Regenbogen-Spiele              | 25. Juni 2018                         | Eran Lazar, Saul Blinkoff | David Rosenberg                                  |
| 20  | The Magic Seeds                         | 18. Februar 2018               | Der Zauberkern                     | 26. Juni 2018                         | Eran Lazar, Saul Blinkoff | Dana Middleton, Alicyn Packard                   |
| 21  | A Sound In Sweetville                   | 25. Februar 2018               | Das Monster im Bonbon-Königreich   | 27. Juni 2018                         | Eran Lazar, Saul Blinkoff | Joan Considine Johnson                           |
| 22  | Its Not Easy Being Clean                | 4. März 2018                   | Chelbie räumt auf                  | 28. Juni 2018                         | Eran Lazar, Saul Blinkoff | David Rosenberg                                  |
| 23  | Magical Gifts Of The Forest             | 11. März 2018                  | Ein Geschenk von Herzen            | 29. Juni 2018                         | Eran Lazar, Saul Blinkoff | Dana Middleton, Alicyn Packard                   |
| 24  | The Sweetville Parade                   | 18. März 2018                  | Die Parade im Bonbon-Königreich    | 2. Juli 2018                          | Eran Lazar, Saul Blinkoff | Joan Considine Johnson                           |
| 25  | Fancy Cheese Fiasco                     | 25. März 2018                  | Das Käse-Missgeschick              | 3. Juli 2018                          | Eran Lazar, Saul Blinkoff | Dana Middleton, Alicyn Packard                   |
| 26  | The Tumblin Tangleweed                  | 1. April 2018                  | Das verhedderte Krempelknäuel      | 4. Juli 2018                          | Eran Lazar, Saul Blinkoff | Dana Middleton, Alicyn Packard                   |

## Adaptionen

### Magazin
In Deutschland veröffentlichte das Unternehmen Egmont Ehapa Media, in Zusammenarbeit mit Mattel, ein gleichnamiges Magazin zur TV-Serie. Das Printmedium wurde für Mädchen im Alter von drei bis sechs Jahren konzipiert und erschien in einem zweimonatlichen Turnus. Die erste Ausgabe wurde am 6. Februar 2018 publiziert.
Neben den zauberhaften Geschichten aus Dreamtopia enthielt das Magazin auch Mal-, Bastel- und Rätselseiten sowie ein Extra passend zur Serie.